# Star Trek Online
Star Trek Online (w skrócie STO) – gra komputerowa z gatunku MMORPG, stworzona przez Cryptic Studios, oparta na uniwersum Star Trek stworzonym przez Gene'a Roddenberry'ego. Gra została wydana 2 lutego 2010 roku. Akcja gry ma miejsce w 2409 roku, czyli 30 lat po wydarzeniach w Star Trek: Nemesis. Fabuła gry ma odniesienia do fabuły z wcześniejszych filmów i seriali serii. Star Trek Online oparta jest na modelu free-to-play. 

## Rozgrywka
Rozgrywka składa się z dwóch wzajemnie przeplatających się trybów interakcji z otoczeniem: jako strzelanka oraz taktyczna walka statków w przestrzeni kosmicznej. Każdy gracz jest kapitanem własnego statku, ma możliwość wyboru profesji (odpowiednik klas z innych gier RPG): inżyniera, naukowca lub taktyka. Gracz może również przesyłać się (beam down/up) na stacje czy planety i poruszać postacią jak w grach third-person shooter. 

## The Foundry
The Foundry jest miejscem, w którym gracze mogą tworzyć własne misje podobne do oryginalnych misji gry. Misje te mogą być rozgrywane później przez innych graczy oraz oceniane i komentowane.